# Hôtel de Montmorency-Luxembourg
Hôtel de Montmorency-Luxembourg, dříve Hôtel de Rivié (1704-1711), poté Hôtel de Maillebois (1711-1723) byl městský palác v Paříži ve 2. obvodu. Jeho vchod se nacházel u domu č. 10 na rue Saint-Marc a jeho zahrada sahala až k současnému bulváru Montmartre. Dochovaly se z něj jen nepatrné zbytky. Na jeho místě byla v roce 1929 postavena kancelářská a obytná budova.

## Dějiny
Palác si nechal v letech 1706-1710 postavit Thomas Rivié de Riquebourg (1653-1732), povýšený do šlechtického stavu v roce 1706 získáním úřadu sekretáře krále, domu a koruny Francie. Usadil se ve Versailles a v roce 1711 prodal palác generálnímu finančnímu kontrolorovi Nicolasi Desmarets de Maillebois. Ten nechal zkrášlit zahrady a provedl několik rozšíření na sever a východ.
Po Desmaretsově smrti (1721) koupil v roce 1723 od jeho dědiců palác Charles II. Frédéric de Montmorency-Luxembourg (1702-1764), vévoda z Piney-Luxembourg a vévoda z Montmorency, princ z Aigremontu a Tingry, maršál Francie a guvernér Normandie.
Z pověření vévody rozšířil palác architekt Antoine Matthieu Le Carpentier (1709-1773).
Dcera maršála de Piney-Luxembourg, Charlotte Françoise, se v roce 1767 provdala za svého bratrance Anne-Léona de Montmorency-Fosseux (1731-1799), který se stal vévodou z Montmorency. V 70. letech 18. století nechali postavit v zahradě paláce na straně bulváru pavilon v čínském stylu od architekta Pierra Rousseaua. Rousseaua doporučil Montmorencům vévodův tchán Nicolas Marie Potain. Před rokem 1780 pověřili architekta Firmina Perlina vytvořením nové fasády na nádvoří zdobené kolosálním iónským řádem.
V roce 1782 nechal vévoda Montmorency vybudovat malou ulici Rue de Montmorency neboli Rue nouvelle de Montmorency, naproti vchodu do paláce na Rue Saint-Marc. Později se z ní stala Rue des Panoramas.
Během Francouzské revoluce byl palác zabaven jako majetek emigrantů a prodán jako národní majetek. V roce 1798 jeho část získal americký rejdař James William Thayer jako kompenzaci za zabavení jedné z jeho lodí po obléhání Toulonu.
V zahradách paláce nechali James W. Thayer a jeho manželka Henriette postavit Passage des Panoramas, první pařížskou pasáž procházející středem hlavní části budovy, přičemž vstup do Rue Saint-Marc byl jednoduše vytvořen z bývalého portálu paláce. Po obou stranách průchodu vznikly v zahradě dvě rotundy o průměru 14 m a výšce 7 m, v nichž byla umístěna nová atrakce panoramatu - 360° obraz.
V roce 1807 byly zahrady paláce zrušeny za účelem vybudování Théâtre des Variétés, které postavil architekt Jacques Cellerier. V roce 1829 Achille Pène, majitel části pozemku, rozšířil rue Vivienne na velké bulváry zbořením části paláce. Rotundy byly zbořeny v roce 1831 a rozsáhlou přestavbu provedl architekt Jean-Louis Victor Grisart, což umožnilo vytvoření pasáží Saint-Marc, Variétés, Bourse, Feydeau a Montmartre a některých přilehlých budov na rue Vivienne.
Vévoda z Orléans, syn krále Ludvíka Filipa zřídil svůj soukromý kroužek v saloncích paláce, ve kterém sídlila po jeho smrti v roce 1842 kavárna.
V roce 1929 byla zbourána jižní část pasáže, některé zbytky paláce a původní vstupní portál na rue Saint-Marc, aby zde mohla být postavena kancelářská a obytná budova.
Sběratel Pierre-Jean Chalençon koupil v roce 2015 dvě patra, kde umístil svou soukromou sbírku.